# Allium nazarenum
Allium nazarenum — вид трав'янистих рослин родини амарилісові (Amaryllidaceae), зростає в Ізраїлі.

## Опис
Цибулина яйцеподібно-субкуляста, 10–15 × 8–12 мм, із зовнішніми оболонками коричневими, чорнувато-бурими, внутрішні — білясті. Листки 4–5, зелені, голі, з лезом завдовжки 10–25 см, шириною 1.5–2.5 мм, субциліндричні. Суцвіття кулеподібне, діаметром 2.5–3.5 мм, 40–60-квіткові; квітконоси прямостійні, нерівні, довжиною 3–15 мм. Оцвітина циліндрично-дзвінчаста, білого кольору із зеленою середньою жилкою, еліптичні, укорочені до верхівки на верхівці завдовжки 3–3.2 мм, зовнішні — 1.4–1.8 мм, внутрішні — 2.4–2.6 мм. Коробочка тричленна, підкуляста, при дозріванні зелена, 3.2–3.5 × 3.2–3.5 мм. 2n = 16.

## Поширення
Зростає у західній Азії — Ізраїль.

## Етимологія
Nazara — грецька назва Назарета.